# Букис, Ричардас
Ричардас Букис (лит. Ričardas Bukys; род. 5 сентября 1967, Вейвирженяй, Клайпедский уезд) — литовский гребец, выступавший за сборную Литвы по академической гребле в 1992—1993 годах. Участник летних Олимпийских игр в Барселоне и чемпионата мира в Рачице.

## Биография
Ричардас Букис родился 5 сентября 1967 года в городе Вейвирженай Литовской ССР.
Занимался академической греблей под руководством тренеров Даниэля Юозайтиса (1984—1986) и Людвикаса Милешкаса (1986). Неоднократно становился чемпионом Литвы и Прибалтики в различных гребных дисциплинах, становился серебряным призёром первенства Советского Союза среди восьмёрок. В 1988 году получил звание мастера спорта СССР международного класса.
После распада СССР в 1992 году вошёл в основной состав литовской национальной сборной и благодаря череде удачных выступлений удостоился права защищать честь страны на летних Олимпийских играх в Барселоне. В программе распашных безрульных двоек вместе с напарником Зигмасом Гудаускасом сумел квалифицироваться лишь в утешительный финал С и расположился в итоговом протоколе соревнований на 17 строке.
По завершении барселонской Олимпиады Букис ещё в течение некоторого времени оставался в составе гребной команды Литвы и продолжал принимать участие в крупнейших международных регатах. Так, в 1993 году в безрульных четвёрках он стартовал на чемпионате мира в Рачице, где занял итоговое 20 место. Также в этом сезоне в той же дисциплине одержал победу на чемпионате Прибалтики в Пярну.
Завершив спортивную карьеру, в 1995—2001 годах работал тренером по академической гребле в гребном центре в Клайпеде. Окончил Литовскую академию физического воспитания (2001).